# Marija Niestierowicz-Berg
Marija Antonowna Niestierowicz-Berg, ros. Мария Антоновна Нестерович-Берг (ur. 29 stycznia 1897 r., zm. ?) – rosyjska siostra miłosierdzia podczas I wojny światowej, organizatorka pomocy Białym podczas wojny domowej w Rosji, antykomunistyczna działaczka emigracyjna.
Mieszkała w Sankt Petersburgu. Brała udział w I wojnie światowej jako siostra miłosierdzia Czerwonego Krzyża. Służyła w lazarecie w Warszawie. Po zajęciu miasta przez wojska niemieckie w 1915 r., dostała się do niewoli. W wyniku interwencji księcia Olgierda Czartoryskiego została zwolniona. W listopadzie 1915 r. powróciła do Piotrogrodu, gdzie zachorowała. Po wyzdrowieniu przybyła do Moskwy, gdzie znalazła pracę w szpitalu. Organizowała pomoc wojskowym znajdującym się w niewoli niemieckiej i austro-węgierskiej. Stanęła na czele oddziału dobroczynności moskiewskiego Związku Uciekinierów z Niewoli Żołnierzy i Oficerów. W 1917 r. zaangażowała się w działalność amerykańskiej misji Czerwonego Krzyża. W czasie rewolucji bolszewickiej organizowała pomoc junkrom walczącym z bolszewikami. Następnie odprawiała byłych wojskowych carskich nad Don i na Syberię, gdzie formowały się wojska Białych. W końcu sama udała się do Nowoczerkaska. W listopadzie 1918 r. powróciła do Moskwy, gdzie z ramienia dowództwa wojsk gen. Antona I. Denikina kontynuowała konspiracyjnie organizowanie wyjazdu wojskowych na południe Rosji. Zagrożona aresztowaniem przez CzeKa przybyła do Nowoczerkaska. Po spotkaniu z gen. Mitrofanem P. Bogajewskim i gen. Aleksiejem M. Kaledinem przyjechała do Nachiczewania, a następnie ponownie do Moskwy. W grudniu 1918 r. znowu powróciła nad Don, gdzie rozmawiała z gen. Michaiłem W. Aleksiejewem. W połowie stycznia 1919 w Millerowie została aresztowana przez czerwonych Kozaków i postawiona przed trybunałem rewolucyjnym. Wkrótce uwolniono ją, po czym powróciła do Moskwy, gdzie na pocz. lutego tego roku została aresztowana przez CzeKa. Po skazaniu na karę śmierci poddano ją imitacji rozstrzelania, po czym osadzono w więzieniu. Próba odbicia jej zakończyła się niepowodzeniem. W tej sytuacji miała zostać przeniesiona pod zwierzchność krymskiej rady rewolucyjnej, ale wcześniej zachorowała, w związku z czym została w Moskwie. W maju udało jej się zbiec do Kurska. We wrześniu, po wyjściu za mąż za rtm. Berga, udała się na Kubań. Następnie przyjechała do Kijowa, gdzie wstąpiła wraz z mężem do wojsk ukraińskich Hetmanatu. Wzięła udział w walkach z oddziałami atamana Symona Petlury. Ponadto organizowała pomoc wojskowym pochodzenia rosyjskiego. Po zajęciu Kijowa przez „petlurowców” zbiegła do Berdyczowa, skąd przybyła do Odessy. Ewakuując się z miasta na parowcu „Kronsztadt”, dostał się on pod ostrzał wojsk bolszewickich, ale M. A. Niestierowicz-Berg została uratowana przez brytyjski statek „Kotoria”. Dostarczono ją do Batumi, skąd powróciła do Kijowa. Wywiozła stamtąd swoją rodzinę do Jekaterynodaru, gdzie zginęła jej siostra. W wyniku zagrożenia miasta przez wojska bolszewickie przyjechała na pocz. 1920 r. do Noworosyjska, gdzie wraz z wojskami Białych gen. A. I. Denikina ewakuowała się na Krym. Na pocz. maja tego roku wyemigrowała do Polski. W 1927 r. spotkała się z kardynałem Augustem Hlondem. Współorganizowała komitet do walki z komunizmem. W 1930 r. wyjechała do Francji, gdzie rok później opublikowała wspomnienia pt. „W bor´bie c bolszewikami”. Dalsze jej losy są nieznane.